# Junín (Cundinamarca)
Junín é um município da Colômbia, localizado na província Guavio, departamento de Cundinamarca.